# Передчуття (фільм, 2020)
«Передчуття» (англ. Forebodings) — копродукційний драматичний художній фільм В'ячеслава Криштофовича 2020 року. Гасло фільму: усе в житті потрібно робити вчасно.
Міжнародна прем'єра стрічки відбулася 10 грудня 2019 року в Берліні. Прем'єра фільму в Україні відбулася 27 серпня 2020 року на міжнародному кінофестивалі Молодість.
В український прокат початково фільм мав вийти 23 квітня 2020 року, але через пандемію коронавірусу прем'єру перенесли на 8 жовтня 2020 року.

## Синопсис
Повільне життя провінційного приморського містечка N раптом порушує локальний скандал, який розгортається навколо чоловіка, що пішов з життя. Про місце його поховання знають лише дружина та друг, але вони категорично відмовляються повідомити про це іншим. Таким нібито був заповіт небіжчика, дивака, закоханого в море. Кожен з героїв шукає відповіді на власні питання, проте шукає їх зовні, у соціумі, в інших, а тому не знаходить. Відчуття тривоги розлите просто неба. Щось має статися… Між тим, на рейді з’являються військові кораблі. Два, три, чотири… Одного ранку вони розгортають дула своїх гармат в сторону міста. Передчуття тривоги приймає реальних обрисів загрози.

## Знімальна група
- Автор сценарію: Анатолій Крим
- Режисер-постановник: В’ячеслав Криштофович
- Оператор-постановник: Валерій Анісімов
- Художник-постановник: Павло Ярмусевич
- Композитор: Володимир Гронський
- Звукорежисер: Сергій Прокопенко
- Монтаж: Елеонора Суммовська
- Художник по костюмах: Ірина Горшкова
- Художник по гриму: Олена Богомольнікова
- Підбір акторів: Алла Самойленко
- Директор картини: Олена Дементьєва
- Виконавчий продюсер: Дмитро Кожема
- Співпродюсер: Ванда Адамік Грицова
- Продюсер: Андрій Єрмак
- Інженер монтажу: Ілля Скрипка

## У ролях
| Актор              | Роль            |
| ------------------ | --------------- |
| Станіслав Боклан   | Петро Сологуб   |
| Ксенія Ніколаєва   | Ліза            |
| Лариса Руснак      | Ганна Гордієнко |
| Олександр Токарчук | суддя           |
| Ірина Бенюк        | Марія Ліхочьова |
| Сергій Пащенко     | Валентин        |
| Євгенія Муц        | Даша            |
| Юрій Євсюков       | годинникар      |

## Кошторис
Фільм створено за підтримки Державного агентства України з питань кіно, Міністерства культури України та Словацького аудіовізуального фонду.
Кінопроєкт став одним із переможців Десятого конкурсного відбору Держкіно. Загальний заявлений кошторис фільму — ₴27,2 млн, з них частка Держкіно склала 50% від усього кошторису (₴13,6 млн).

## Виробництво
У червні 2018 року розпочалися основні зйомки фільму "Передчуття"; основними локаціями для зйомок стали краєвиди Одеси та Чорноморська. Виробництво завершилося у травні 2019 року.

## Реліз
Міжнародна прем'єра стрічки відбулася 10 грудня 2019 року в Берліні. Прем'єра в Україні вібулась 27 серпня 2020 року на міжнародному кінофестивалі Молодість.
В український прокат початково фільм мав вийти 23 квітня 2020 року (дистриб'ютор - Cineverse), але через пандемію коронавірусу прем'єру перенесли на 8 жовтня 2020 року.
Українська телевізійна прем'єра відбулася 12 грудня 2020 року на суспільному телеканалі UA:Перший.